# Alan Makiev
Alan Vladimirovič Makiev (in russo Алан Владимирович Макиев?; Ardon, 20 marzo 1991) è un cestista russo.

## Palmarès
- VTB United League: 1

CSKA Mosca: 2017-18